# دانيال فابريزي
دانيال فابريزي (22 فبراير 1992 في كندا - ) هو لاعب كرة قدم كندي في مركز الدفاع. لعب مع Toronto FC II ‏.

## وصلات خارجية
- دانيال فابريزي على موقع قاعدة بيانات كرة القدم.إي يو (الإنجليزية)
- دانيال فابريزي على موقع Soccerway.com (الإنجليزية)